# Futurology
Futurology – dwunasty album studyjny walijskiego zespołu Manic Street Preachers, wydany 7 lipca 2014.

## Lista utworów
1. „Futurology”
2. „Walk Me to the Bridge”
3. „Let’s Go to War”
4. „The Next Jet to Leave Moscow” (feat. Cian Ciaran)
5. „Europa Geht Durch Mich” (feat. Nina Hoss)
6. „Divine Youth” (feat. Georgia Ruth)
7. „Sex, Power, Love and Money”
8. „Dreaming a City (Hughesovka)”
9. „Black Square”
10. „Between the Clock and the Bed” (feat. Green Gartside)
11. „Misguided Missile”
12. „The View from Stow Hill”
13. „Mayakovsky”